# Asociación del Bridge Argentino
Der Asociación del Bridge Argentino (ABB, sinngemäß deutsch Argentinischer Bridgeverband) ist der nationale Dachverband für Bridge in Argentinien. Sitz des Verbandes ist Buenos Aires. Präsident ist Jorge Campdepadrós, Vizepräsident Guillermo Lega. Der Argentinische Bridgeverband wurde 1948 gegründet. Der Verband ist Mitglied im World Bridge Federation.
Der argentinische Bridge-Verband nahm 1958 als erstes Land seiner Zone an den 1. Bridge-Weltmeisterschaften teil.
Nach dem Gewinn der südamerikanischen Meisterschaft 1959 hatte der argentinische Verband die Gelegenheit, den Bermuda Bowl 1961 auszurichten.